# شبیه‌ساز فضایی
شبیه‌ساز فضایی سیستمی است که سعی می‌کند فضای خارجی یا تجربه پرواز فضایی در یک فضاپیما را تا حد امکان به طور واقعی، شبیه‌سازی کند. این موضوع شامل اتاقک شبیه‌سازی بر روی رم‌های هیدرولیک می‌باشد و به وسیله تکنولوژی رایانه، منبع آب ویژه برای شبیه‌سازی بی وزنی، و وسایلی که برای مطالعه فیزیک و محیط فضا بکار می‌رود، کنترل می‌شود.